# Seilitz (Diera-Zehren)
Seilitz ist ein Ortsteil der sächsischen Gemeinde Diera-Zehren im Landkreis Meißen. Er wurde am 1. November 1935 nach Zehren eingemeindet, mit dem der Ort am 1. Januar 1999 zur Gemeinde Diera-Zehren kam. In Seilitz befindet sich die gegenwärtig für die Meissener Porzellanmanufaktur genutzte Kaolinlagerstätte.

## Geographie

### Geographische Lage und Verkehr
Seilitz liegt in der Lommatzscher Pflege, links der Elbe südlich der Staatsstraße 32 und nördlich der Kreisstraße 8070 auf einem kleinen Plateau. Der Ort ist etwa zwei Kilometer von Zehren entfernt im südwestlichen Gemeindegebiet von Diera-Zehren gelegen. Der nördlich des Orts entspringende Seilitzbach entwässert über den Priesabach in den Ketzerbach.

### Nachbarorte
|        | Schieritz                                   | Zehren     |
| Priesa | Kompassrose, die auf Nachbargemeinden zeigt |            |
|        | Pröda                                       | Seebschütz |

## Geschichte

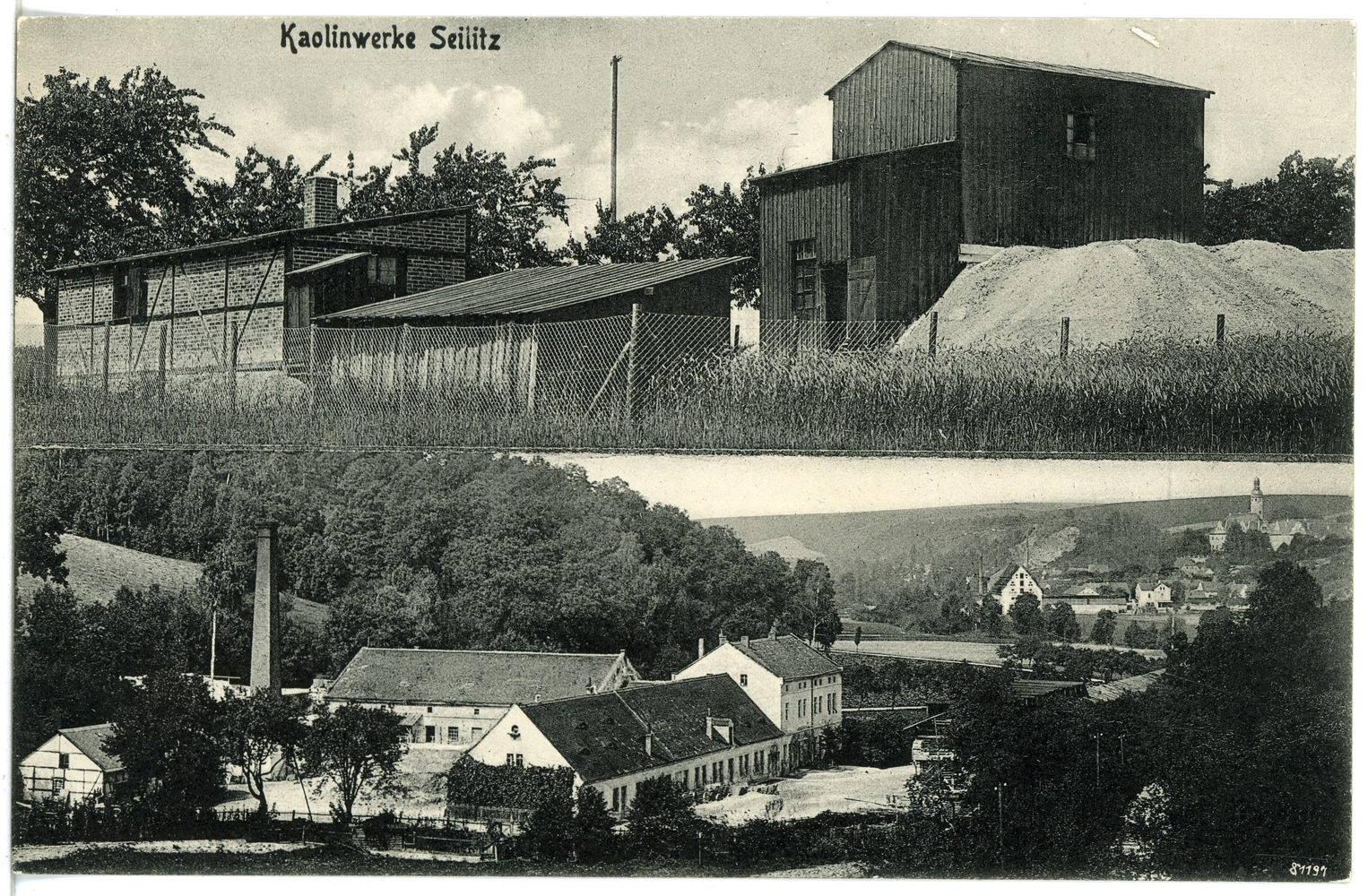
Seilitz und Kaolinwerke (1916)

Der Rundweiler auf Blockflur Seilitz wurde wie viele andere Dörfer der Region 1334 erstmals als Sylicz erwähnt. Die Grundherrschaft übte um 1547 das Rittergut Grödel, später das Rittergut Schieritz aus. Um 1764 unterstand ein Teil von Seilitz als Amtsdorf dem Schulamt Meißen.
Bekanntheit erlangte der Ort durch die Entdeckung von Kaolin-Vorkommen, die zur Herstellung von Keramik und Porzellan im nahen Meißen, aber auch für die Krister Porzellan-Manufaktur in Waldenburg/Niederschlesien genutzt werden konnten. Die Lagerstätten werden bis heute genutzt. Die Kaolin-Abbaustätte in Seilitz gilt als das „kleinste Bergwerk Europas“. Am 4. Dezember 2023 begann dort der Abbau aus einem neuen Grubenfeld.
Seilitz gehörte bis ins 19. Jahrhundert zum kursächsischen bzw. königlich-sächsischen Erbamt Meißen. Lediglich um 1764 unterstand ein Teil des Orts dem kursächsischen Schulamt Meißen. Bei den im 19. Jahrhundert im Königreich Sachsen durchgeführten Verwaltungsreformen wurden die Ämter aufgelöst. Dadurch kam Seilitz im Jahr 1856 unter die Verwaltung des Gerichtsamts Meißen und 1875 an die neu gegründete Amtshauptmannschaft Meißen. Im Jahr 1900 betrug die Größe der Gemarkung 177 Hektar. Von 85 Einwohnern im Jahr 1925 waren 77 evangelisch-lutherisch, zwei katholisch und sechs konfessionslos. Seilitz war nach Zehren gepfarrt und gehört heute zur dortigen Kirchgemeinde.
Am 1. November 1935 wurde der Ort nach Zehren eingemeindet. Durch die Kreisreform 1952 wurde Seilitz Teil des Kreises Meißen im Bezirk Dresden, der sich in der Nachwendezeit mehrmals vergrößerte. Diera und Zehren schlossen sich zum 1. Januar 1999 zu Diera-Zehren zusammen, seitdem ist Seilitz ein Ortsteil dieser Gemeinde.

### Entwicklung der Einwohnerzahl
| Jahr | Einwohnerzahl                           |
| ---- | --------------------------------------- |
| 1551 | 6 besessene Mann, 1 Gärtner, 8 Inwohner |
| 1764 | 9 besessene Mann                        |
| 1834 | 62                                      |
| 1871 | 80                                      |
| 1890 | 86                                      |
| 1910 | 67                                      |
| 1925 | 85                                      |

## Sehenswürdigkeiten
- Seilitz, kleinstes Bergwerk Europas